# Gambische Fußballnationalmannschaft der Frauen
Die gambische Fußballnationalmannschaft der Frauen repräsentiert Gambia im internationalen Frauenfußball. Das Team wird von der Gambia Football Association organisiert.

## Geschichte
Ende der 1990er Jahre verbreitete sich der Frauenfußball in Gambia. Ein erstes Team mit 40 vorausgewählten Spielerinnen entstand im Dezember 2007, nahm aber an keinem von den Fußballverbänden FIFA oder CAF anerkannten Spiel teil.
Im Mai 2009 wurde ein Team gegründet, um im August an einem Turnier der West African Football Union (WAFU) teilzunehmen. Im Juni konnte das Team Testspiele gegen ein Team aus Ziguinchor (Senegal) 6:0 und gegen eine gambische Auswahl 2:1 gewinnen.
Ab 2014 gab es Versuche, ein Team aufzubauen. Ein für Ende Januar geplantes Freundschaftsspiel gegen Guinea Bissau wurde kurzfristig abgesagt. Im November 2015 spielte eine gambische Auswahl gegen das schottische Team Glasgow Girls F.C., das zu Besuch in Gambia war. Ein für August 2017 geplantes Freundschaftsspiel gegen Kap Verde wurde kurzfristig abgesagt.
Am 16. September 2017 hatte das Team sein erstes offizielles internationales Spiel gegen Guinea-Bissau. Im Oktober und November 2017 wurde das Team von Monika Staab gecoacht.
Ende Februar und im Mai 2018 spielte das Team in zwei Freundschaftsspielen gegen Guinea-Bissau und Mali. Bei der Qualifikation für den Afrika-Cup der Frauen 2018 trat das gambische Team an, schied aber in der zweiten Runde gegen Nigeria aus, das später den Titel gewann. Nach der erfolglosen Turnierqualifikation wurde erst für Juni 2019 wieder ein Freundschaftsspiel gegen Äthiopien angesetzt, das der Fußballverband jedoch kurzfristig absagte. Ein Testspiel gegen Guinea-Bissau am 18. Juni 2019 endete 1:1.

### U17
Das U-17-Team konnte sich 2012 einmalig für die U-17-Weltmeisterschaft der Frauen in Aserbaidschan qualifizieren. Das Team verlor alle drei Gruppenspiele deutlich und wurde Gruppenletzter.
Im Oktober 2016 sorgte der Tod der früheren U-17-Nationalspielerin Fatim Jawara für internationale Aufmerksamkeit. Sie ertrank beim Untergang eines Flüchtlingsboots auf dem Mittelmeer.
Im Dezember 2017 nahm das U-17-Team an der Qualifikation für die U-17-Fußball-Weltmeisterschaft der Frauen 2018 teil, schied aber in der ersten Runde aus.

### U20
Im Sommer 2019 gründete der gambische Fußballverband ein U-20-Team, das von Foday Bah trainiert wurde. Die meisten Spielerinnen hatten zuvor für die U17 gespielt. Im August gewann die Auswahl ein Testspiel gegen Liberia mit 3:2.

### Trainer
Ende 2007 wurden Mariama Sowe, Choro Mbenga und Bubacarr Jallow (auch: Buba Jallow) damit beauftragt, ein Nationalteam zusammenzustellen. Im Frühling 2009 wurde das Trio erneut unter Jallows Leitung aktiviert. Um 2012 leitete Jallow mit Sowe als Assistentin das U-17-Team.
Ende 2015 war Mariama Sowe Cheftrainerin und übernahm im Mai 2017 den Posten erneut. Ihr assistiert Foday Bah.

## Liste der Spielerinnen
Die folgende Liste enthält alle Spielerinnen, die belegbar an einem internationalen Turnier teilgenommen haben.
Das Debüt wird ab dem ersten offiziellen Länderspiel des Nationalteams angegeben. Dies war ein Freundschaftsspiel gegen Guinea-Bissau am 16. September 2017.
Die Liste ist vollständig mit allen Spielerinnen, die an der Qualifikation für den Afrika-Cup der Frauen 2018 teilgenommen haben (Stand: April 2019).
| Name                   | Geburtsdatum       | Debüt | Verein                      | Einsätze | Tore | Letzter Einsatz | Anmerkung                                                                                |     |     |     |     |     |     |
| Tor                    | Tor                | Tor   | Tor                         | Tor      | Tor  | Tor             | Tor                                                                                      | Tor | Tor | Tor | Tor | Tor | Tor |
| ---------------------- | ------------------ | ----- | --------------------------- | -------- | ---- | --------------- | ---------------------------------------------------------------------------------------- | --- | --- | --- | --- | --- | --- |
| Aminata Gaye           | 3. März 1996       | 2017  | Interior FC                 |          |      |                 | bereits in einer Vorauswahl 2009 und im U-17-Team 2012                                   |     |     |     |     |     |     |
| Mariama Ceesay         | 22. Januar 1998    | 2017  | Red Scorpions FC            |          |      |                 | bereits in einer Vorauswahl 2009 und im U-17-Team 2012                                   |     |     |     |     |     |     |
| Abwehr                 |                    |       |                             |          |      |                 |                                                                                          |     |     |     |     |     |     |
| Clarra Gomez           | 6. Juni 1997       | 2017  | Interior FC                 |          |      |                 | bereits in einer Vorauswahl Ende 2007                                                    |     |     |     |     |     |     |
| Mariama Bojang         | 3. Oktober 1997    | 2018  | Red Scorpions FC            |          |      |                 | bereits in einer Vorauswahl 2009 und im U-17-Team 2012                                   |     |     |     |     |     |     |
| Amie Jarju             | 15. September 1996 | 2017  | Interior FC                 |          |      |                 | bereits in einer Vorauswahl Ende 2007 und 2009 und im U-17-Team 2012                     |     |     |     |     |     |     |
| Binta Colley           | 11. Oktober 1997   | 2017  | Interior FC                 |          |      |                 | bereits in einer Vorauswahl 2009 und im U-17-Team 2012                                   |     |     |     |     |     |     |
| Ruggy Joof             | 13. April 2001     | 2018  | Armed Forces FC             |          |      |                 |                                                                                          |     |     |     |     |     |     |
| Metta Sanneh           | 10. Februar 1998   | 2018  | Red Scorpions FC            |          |      |                 | bereits im U-17-Team 2012                                                                |     |     |     |     |     |     |
| Mittelfeld und Angriff |                    |       |                             |          |      |                 |                                                                                          |     |     |     |     |     |     |
| Mamie Sylva            | 25. April 1992     | 2018  | Armed Forces FC             |          |      |                 |                                                                                          |     |     |     |     |     |     |
| Penda Bah              | 17. August 1998    | 2017  | Dream Stars Ladies, Nigeria |          |      |                 | bereits im U-17-Team 2012                                                                |     |     |     |     |     |     |
| Awa Tamba              | 29. August 1998    | 2017  | Red Scorpions FC            |          |      |                 | bereits im U-17-Team 2012                                                                |     |     |     |     |     |     |
| Awa Jawo               | 21. Februar 1997   | 2017  | Red Scorpions FC            |          |      |                 |                                                                                          |     |     |     |     |     |     |
| Mama Saidy             | 4. April 1996      | 2017  | Interior FC                 |          |      |                 | bereits in einer Vorauswahl Ende 2007 und 2009                                           |     |     |     |     |     |     |
| Mam Drammeh            | 10. April 2001     | 2017  | Abuko United FC             |          |      |                 |                                                                                          |     |     |     |     |     |     |
| Ajara Samba            | 26. Juni 1998      | 2018  | Red Scorpions FC            |          |      |                 |                                                                                          |     |     |     |     |     |     |
| Fanta Jarju            | 11. April 2003     | 2017  | Armed Forces FC             |          |      |                 |                                                                                          |     |     |     |     |     |     |
| Adama Tamba            | 29. August 1998    | 2017  | Red Scorpions FC            |          |      |                 | bereits im U-17-Team 2012                                                                |     |     |     |     |     |     |
| Isatou Jallow          | 10. Oktober 1997   | 2017  | Rivers Angels, Nigeria      |          |      |                 | bereits in einer Vorauswahl 2009 und im U-17-Team 2012                                   |     |     |     |     |     |     |
| Aminata Camara         | 21. November 2002  | 2017  | Red Scorpions FC            |          |      |                 | ab 2017 auch im U-17-Team                                                                |     |     |     |     |     |     |
| Mbassey Darboe         | um 2000            | 2017  | Interior FC                 |          |      |                 | wegen Verletzung keine Teilnahme an der Qualifikation für den Afrika-Cup der Frauen 2018 |     |     |     |     |     |     |
| Jabou Jobarteh         | 15. August 1993    | 2017  | Interior FC                 |          |      |                 |                                                                                          |     |     |     |     |     |     |
| Neneh Jallow           | 15. Juni 2000      | 2018  | City Girls FC               |          |      |                 |                                                                                          |     |     |     |     |     |     |